# Ключево (Гірськомарійський район)
Клю́чево (рос. Ключево, марій. Вӱдшинчаял) — присілок у складі Гірськомарійського району Марій Ел, Росія. Входить до складу Усолинського сільського поселення.

## Населення
Населення — 169 осіб (2010; 177 у 2002).
Національний склад (станом на 2002 рік):
- гірські марійці — 62 %
- марі — 37 %